# Diego Clementino
Pour les articles homonymes, voir Clementino (homonymie).
Diego José Clementino, ou Diego, est un footballeur brésilien né le 18 mars 1984 à São Paulo.

## Palmarès
- Campeonato Brasileiro Série A: 2003
- Copa do Brasil: 2003
- Campeonato Mineiro: 2003, 2006